# Congrès social de Liège de 1887
 (mai 2024).
Si vous disposez d'ouvrages ou d'articles de référence ou si vous connaissez des sites web de qualité traitant du thème abordé ici, merci de compléter l'article en donnant les références utiles à sa vérifiabilité et en les liant à la section « Notes et références ».
 (mai 2024).
La mise en forme du texte ne suit pas les recommandations de Wikipédia : il faut le « wikifier ».
Les points d'amélioration suivants sont les cas les plus fréquents :
- Les titres sont pré-formatés par le logiciel. Ils ne sont ni en capitales, ni en gras.
- Le texte ne doit pas être écrit en capitales (les noms de famille non plus), ni en gras, ni en italique, ni en « petit »…
- Le gras n'est utilisé que pour surligner le titre de l'article dans l'introduction, une seule fois.
- L'italique est rarement utilisé : mots en langue étrangère, titres d'œuvres, noms de bateaux, etc.
- Les citations ne sont pas en italique mais en corps de texte normal. Elles sont entourées par des guillemets français : « et ».
- Les listes à puces sont à éviter, des paragraphes rédigés étant largement préférés. Les tableaux sont à réserver à la présentation de données structurées (résultats, etc.).
- Les appels de note de bas de page (petits chiffres en exposant, introduits par l'outil «  Source ») sont à placer entre la fin de phrase et le point final[comme ça].
- Les liens internes (vers d'autres articles de Wikipédia) sont à choisir avec parcimonie. Créez des liens vers des articles approfondissant le sujet. Les termes génériques sans rapport avec le sujet sont à éviter, ainsi que les répétitions de liens vers un même terme.
- Les liens externes sont à placer uniquement dans une section « Liens externes », à la fin de l'article. Ces liens sont à choisir avec parcimonie suivant les règles définies. Si un lien sert de source à l'article, son insertion dans le texte est à faire par les notes de bas de page.
- La présentation des références doit suivre les conventions bibliographiques. Il est recommandé d'utiliser les modèles {{Ouvrage}}, {{Chapitre}}, {{Article}}, {{Lien web}} et/ou {{Bibliographie}}. Le mode d'édition visuel peut mettre en forme automatiquement les références.
- Insérer une infobox (cadre d'informations à droite) n'est pas obligatoire pour parachever la mise en page.

Pour une aide détaillée, merci de consulter Aide:Wikification.
Si vous pensez que ces points ont été résolus, vous pouvez retirer ce bandeau et améliorer la mise en forme d'un autre article.

## Introduction
À la fin du XIXe siècle, la révolution industrielle a engendré une vague croissante d'insatisfaction parmi les travailleurs en raison de rémunérations insuffisantes, de conditions de travail pénibles ainsi que des difficultés liées à la recherche d’emploi et au logement. Cette situation a provoqué des mouvements de protestation sous forme de grèves, de manifestations et d'émeutes. En 1886, des émeutes violentes ont éclaté à Liège et dans d'autres villes de Belgique, entraînant une répression sévère et causant la mort d'environ trente mille personnes. Ces événements ont exacerbé les tensions sociales et ont contribué à l'émergence du mouvement ouvrier en Belgique, symbolisé par la création du Parti Ouvrier Belge, ancêtre du PTB actuel. C'est dans ce contexte qu'a eu lieu le Congrès social de 1886.
Le Congrès social de Liège de 1887 fut une réunion d'envergure où des délégués venus de divers pays se sont réunis pour débattre des défis affectant les travailleurs, notamment les conditions de travail et les bas salaires. Ce congrès a joué un rôle central en unifiant les travailleurs et en élaborant des stratégies pour améliorer leur situation. En continuité avec les efforts de consolidation du mouvement ouvrier et socialiste initié l'année précédente, le Congrès de 1887 s'inscrit dans le prolongement de ce mouvement émergeant en Belgique et en Europe.
Son objectif principal était de renforcer les liens entre les travailleurs de différents pays et de développer des stratégies concrètes pour promouvoir de meilleures conditions de travail et les droits des ouvriers, favorisant ainsi une solidarité internationale.
Au total, trois congrès des œuvres sociales ont eu lieu à Liège : en 1886, 1887 et 1890. Cette analyse se concentrera principalement sur le Congrès social de Liège de 1887, représentatif des aspirations et des avancées significatives du mouvement ouvrier à cette époque.

## Contexte historique
Le Congrès de 1887 représente une réponse directe aux tensions sociales et aux transformations économiques qui marquaient la fin du XIXe siècle. Les initiatives contemporaines, telles que l'École de Liège, le daensisme dans la région Alost-Ninove-Audenarde et le néo-corporatisme à Louvain, illustrent les diverses réponses apportées à ces défis. L'École de Liège, par exemple, était connue pour ses approches innovantes en matière d'éducation et de formation professionnelle, visant à répondre aux besoins d'une main-d'œuvre de plus en plus industrialisée. Le daensisme, mouvement inspiré par l'abbé Adolphe Daens, cherchait à améliorer les conditions de vie des travailleurs en prônant des réformes sociales et politiques. Le néo-corporatisme, quant à lui, proposait une restructuration des relations entre patrons et ouvriers, inspirée par les principes de solidarité et de coopération.
L'année 1887 a vu l'émergence de plusieurs figures influentes qui ont joué des rôles cruciaux dans le développement de ces initiatives. Parmi eux, le pape Léon XIII, dont l'encyclique Rerum Novarum publiée en 1891 a été déterminante. Cette encyclique posait les bases de la doctrine sociale de l'Église, mettant en avant la justice sociale et les droits des travailleurs. Les évêques belges, à travers leur mandement collectif de 1892 sur Rerum Novarum, ont également joué un rôle clé en adoptant et en diffusant ces idées. 
D'autres acteurs notables incluent Guillaume Verspeyen, cardinal Goossens, Arthur Verhaegen, l'abbé Adolphe Daens et le Professeur G. Helleputte. Guillaume Verspeyen, intellectuel et leader politique, a apporté une perspective académique et pratique aux discussions sur les réformes sociales. Le cardinal Goossens, par son influence religieuse, a soutenu les mouvements de réforme. Arthur Verhaegen, quant à lui, était un ardent défenseur des droits des travailleurs et a contribué à la mise en place de politiques favorisant la justice sociale. L'abbé Adolphe Daens est surtout connu pour son engagement auprès des ouvriers et son opposition à l'exploitation industrielle. Enfin, le Professeur G. Helleputte a apporté une expertise technique et scientifique aux débats sur l'industrialisation et ses impacts sociaux.

## Aspirations et organisation
Les aspirations et objectifs des acteurs de cette période étaient clairs et ambitieux. Ils cherchaient avant tout à promouvoir la justice sociale, en réponse aux inégalités criantes et aux injustices subies par les travailleurs. Cela impliquait la défense des droits des travailleurs, tels que des salaires justes, de meilleures conditions de travail et des droits syndicaux. L'engagement en faveur de la démocratie politique et économique était également central, incluant des réformes pour élargir le suffrage et permettre une plus grande participation des travailleurs à la vie politique et sociale.

### Situations sociales de la Belgique au19esiècle
La Belgique du 19e siècle était marquée par une industrialisation rapide, notamment dans des régions comme Gand, qui se traduisaient par des conditions de travail difficiles et des inégalités croissantes. Cette période a vu des tensions s'accroître entre les travailleurs et les propriétaires d'usines, ainsi qu'entre les différents groupes politiques et religieux. L'industrialisation a entraîné l'émergence de mouvements ouvriers, politiques et sociaux cherchant à répondre aux défis posés par ces changements. Les ouvriers, confrontés à des journées de travail longues et éreintantes, des salaires bas et des conditions de vie précaires, ont commencé à s'organiser pour revendiquer de meilleures conditions.

### Émergence et développement du Congrès de 1887
Le Congrès de 1887 est né de la nécessité de répondre à ces défis sociaux et économiques. L'industrialisation rapide avait des effets dévastateurs sur les travailleurs, et il devenait urgent de trouver des solutions. Les différents mouvements et initiatives, comme l'École de Liège et le daensisme, ont joué un rôle crucial dans l'élaboration de réponses politiques et sociales. Ces mouvements ont permis de fédérer les efforts en vue de promouvoir la justice sociale et de défendre les droits des travailleurs. Le Congrès de 1887 peut ainsi être vu comme un aboutissement de ces efforts, une plateforme où les différentes idées et initiatives pouvaient être discutées et consolidées en actions concrètes.

## Déroulement du Congrès
Le Congrès social de Liège de 1887 s’est déroulé du 4 au 7 septembre 1887. Celui-ci s’est déroulé à Liège en Belgique.
Le congrès de 1887 a rassemblé plus de 2 000 personnes, parmi lesquelles figuraient des délégués et des représentants du mouvement ouvrier et socialiste en provenance de différents pays européens, aussi bien de Belgique que d'autres pays étrangers tels que l’Allemagne, les Pays-Bas, la France, l’Autriche, l’Italie, L’Espagne… Des personnalités influentes du socialisme et du syndicalisme étaient présentes pour débattre des questions cruciales de cette époque. En outre, des ouvriers étaient également invités mais la barrière de la langue ainsi que d’autres obstacles les empêchaient de participer activement aux discussions et à la prise de décisions. Des membres de la classe moyenne et des femmes étaient également présents, mais n'ont pas participé au débat. Les intervenants étaient principalement des spécialistes du social et des juristes. Les conférences étaient donc axées sur la législation et les accords internationaux. Les résolutions législatives étaient particulièrement importantes car elles témoignaient d’un changement de mentalité au sein de l’Église catholique, de plus en plus préoccupée par les intérêts de la classe ouvrière. Les congrès renforcent la place du clergé au sein des actions et des institutions sociales.
Le Congrès social de Liège de 1887 a abordé divers sujets cruciaux pour les travailleurs, tels que les conditions de travail, les salaires, les droits syndicaux ainsi que les stratégies visant à promouvoir la solidarité ouvrière internationale. La question sociale était donc au cœur des débats. Notamment concernant le travail des femmes et des enfants, les initiatives privées en matière d'assurance obligatoire, les fonds de pension, l’aumônerie militaire…
Ces congrès ont eu un impact politique significatif en sensibilisant les hommes politiques catholiques belges, ce qui a ultérieurement conduit à l'expansion de la législation sociale.

## Résolution et impact

### Principales résolutions adoptées par le Congrès sur les questions sociales et ouvrières
L'issue du Congrès social de Liège de 1887 a marqué un tournant majeur dans l'histoire du mouvement ouvrier belge, avec l'adoption de plusieurs résolutions significatives lors des assemblées qui ont suivi cet événement emblématique. Ce congrès a rassemblé employeurs et représentants des travailleurs, aboutissant à un consensus sur des points cruciaux pour l'amélioration des conditions de vie des ouvriers. L'une des décisions majeures a été la création d'un manuel des employeurs, conçu pour améliorer les conditions matérielles, morales et religieuses des ouvriers. Ce manuel vise à offrir des lignes directrices claires pour les employeurs, leur permettant de mieux soutenir leurs employés. Une attention particulière a été portée aux femmes, avec des mesures spécifiques visant à favoriser leur maintien dans le cadre familial autant que possible. Pour les femmes dont la présence sur le lieu de travail est inévitable, des protections spécifiques seront mises en place, incluant des emplacements et des accès réservés. En outre, les travaux dans les mines et ceux exigeant une force physique supérieure à celle des femmes leur seront formellement interdits, soulignant un engagement fort en faveur de la protection des travailleuses. Le congrès a également institué le repos dominical, permettant aux ouvriers de bénéficier d'une journée de repos chaque dimanche. Cette mesure vise à améliorer la qualité de vie et le bien-être des travailleurs en leur offrant un temps de repos régulier. Parallèlement, les employeurs se sont engagés à lutter contre l'alcoolisme parmi les ouvriers. Le congrès a également mis en avant l'importance de la classe moyenne pour le bon fonctionnement de la société, reconnaissant officiellement les syndicats. Cette reconnaissance représente une avancée significative dans la reconnaissance des droits des travailleurs, leur permettant de s'organiser pour défendre leurs intérêts collectifs. Concernant le travail des enfants, une disposition a été adoptée permettant aux enfants de travailler à partir de l'âge de 12 ans dans les industries autres que l'agriculture, tout en garantissant leur protection et leur éducation. Cette mesure vise à concilier la nécessité économique du travail des enfants avec des standards de protection et d'éducation. De plus, le congrès a décidé de mettre en place une assurance contre les maladies et les accidents, ainsi qu'un régime de retraite spécifique destiné aux ouvriers. Ces initiatives témoignent des préoccupations croissantes pour le bien-être et la sécurité des travailleurs dans une société belge en pleine évolution. En somme, les résolutions adoptées lors du Congrès social de Liège de 1887 illustrent une avancée majeure dans la reconnaissance des droits des travailleurs et la promotion de leur bien-être. Ces décisions reflètent une volonté collective de créer un environnement de travail plus juste et plus humain, marquant une étape essentielle dans l'histoire du mouvement ouvrier belge.

### Impact des résolutions sur le mouvement ouvrier belge et international
Après l'adoption des résolutions par le congrès, il est observé que le destin de l'action sociale s'éloigne de son enracinement initial dans la sphère privée pour évoluer vers une présence plus marquée dans le domaine public politique. Cette évolution est particulièrement remarquable car elle transforme la question de l'amélioration de l'avenir des ouvriers en un enjeu central de maintien de l'ordre et de préservation de la paix sociale. Ainsi, la protection et l'amélioration des conditions de vie des travailleurs ne sont plus simplement des objectifs philanthropiques, mais plutôt des impératifs politiques essentiels pour garantir la stabilité et la cohésion de la société.